# Tongue River

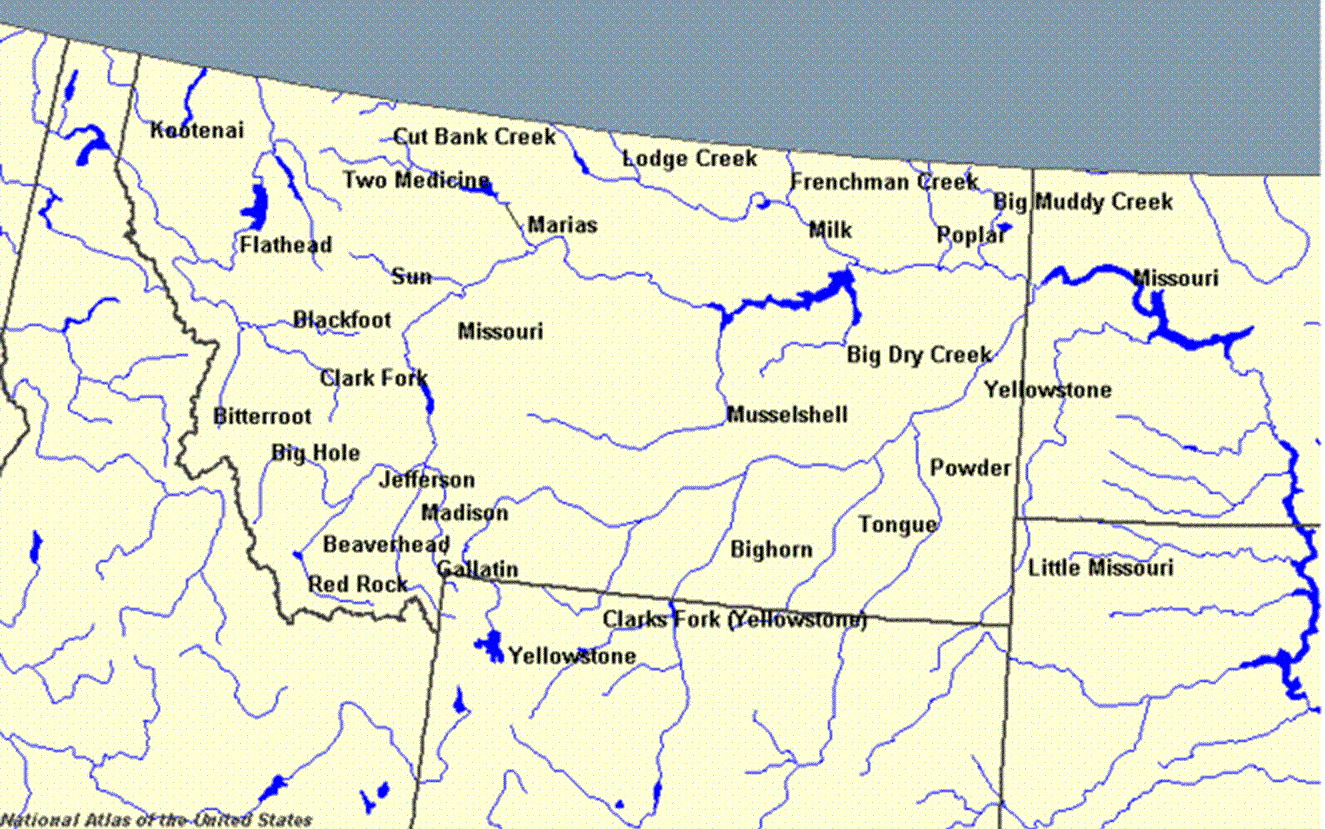
Mapa stanu Montana i jego rzek

Tongue River – prawy dopływ rzeki Yellowstone w stanach Wyoming i Montana w USA o długości 426 km.
Rzeka bierze swój początek na północnych stokach pasma górskiego Bighorn w północnej części Wyoming i płynie w kierunku północno-wschodnim, mijając miejscowość Sheridan, po czym kieruje się na terytorium stanu Montana, gdzie stanowi wschodnią granicę rezerwatu Szejenów. Do rzeki Yellowstone wpada w pobliżu miejscowości Miles City.
Po bitwie nad Tongue River, stoczonej 29 sierpnia 1865 roku, generał Patrick Edward Connor ścigał pobitych Indian z plemienia Arapaho wzdłuż rzeki do podnóża gór. 4 sierpnia 1873 rzeka była ponownie sceną bitwy pomiędzy Indianami z plemienia Dakotów a oddziałem kawalerii dowodzonej przez ppłk. Custera. Starcie to było jednym z poprzedzających bitwę nad Little Bighorn.